# Four Women

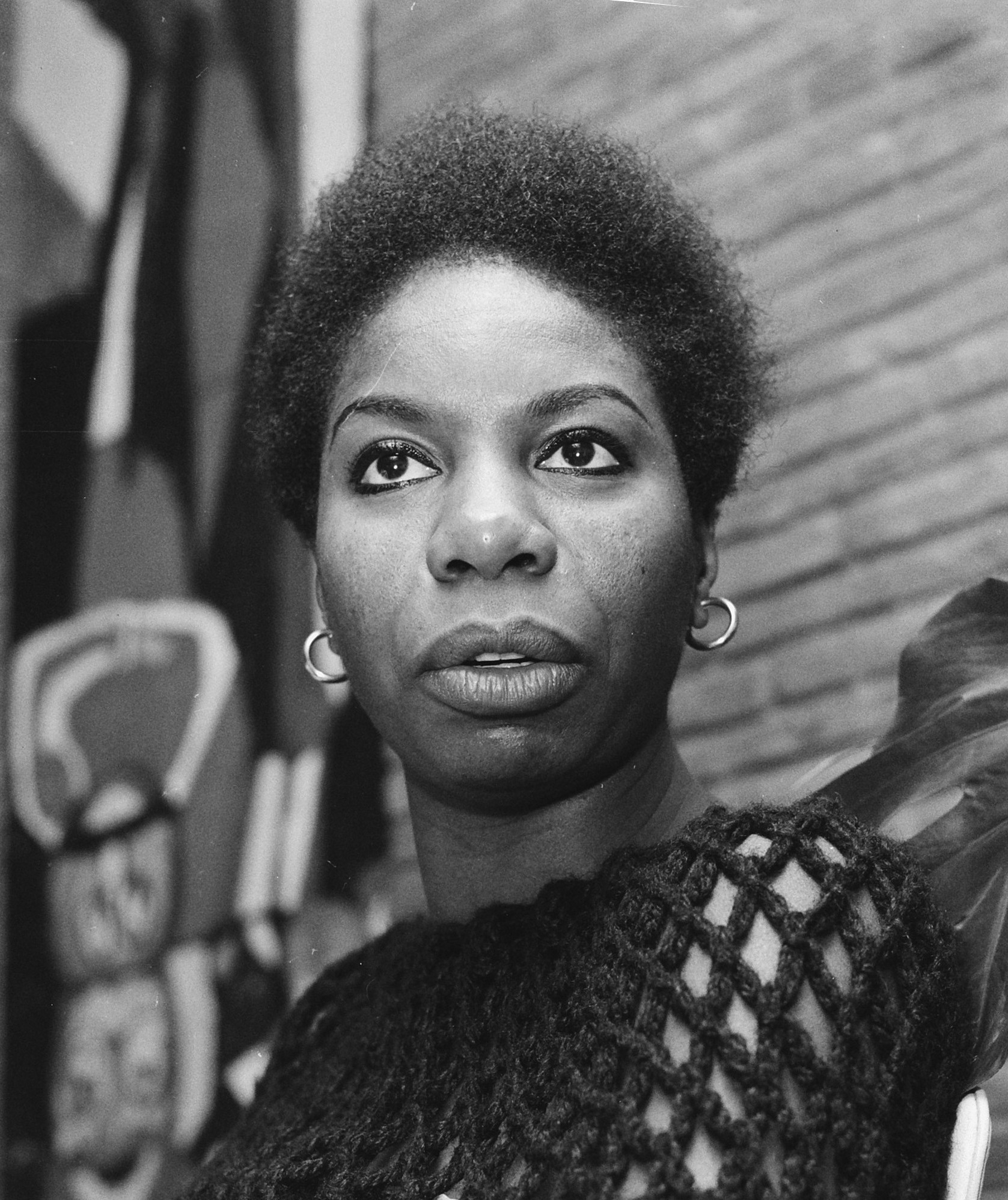
Nina Simone

A Four Women Nina Simone sokak által előadott – örökzölddé vált – dala, ami az 1966-os a Wild Is the Wind című albumán jelent meg.
A dal négy különböző fekete nőről szól. A négy megénekelt személy egy-egy jellegzetes nőtípusa az amerikai társadalomnak.
Aunt Sarah – a rabságot reprezentálja.
Safronia – a félvér nő („My father was rich and white/He forced my mother late one night”).
Sweet Thing – aki árulja magát.
Peaches – egy vagány, de keserű nő, aki az évszázados rabszolgaságot nem felejtheti.